# Yerington
Yerington is een plaats (city) in de Amerikaanse staat Nevada, en valt bestuurlijk gezien onder Lyon County.

## Demografie
Bij de volkstelling in 2000 werd het aantal inwoners vastgesteld op 2883. In 2006 is het aantal inwoners door het United States Census Bureau geschat op 3831, een stijging van 948 (32,9%).

## Geografie
Volgens het United States Census Bureau beslaat de plaats een oppervlakte van 4,4 km², geheel bestaande uit land. Yerington ligt op ongeveer 1350 m boven zeeniveau.

## Plaatsen in de nabije omgeving
De onderstaande figuur toont nabijgelegen plaatsen in een straal van 48 km rond Yerington.